# La sombra (Auguste Rodin)
La sombra es una escultura realizada por el artista francés Auguste Rodin, la cual fue concebida aproximadamente en el año de 1880, y su fundición fue realizada en 1967 por la Casa Georges Rudier en bronce con pátina negra y verde. La pieza forma parte del acervo de la colección del Museo Soumaya.

## Descripción
En esta pieza se observa a un hombre desnudo, cuya musculatura se encuentra exagerada, con el rostro bajo y su brazo izquierdo estirado; esta postura otorga un mayor dramatismo a la pieza. Esta representa al vencido. La pieza fue repetida tres veces por el autor acomodándolas de tal forma que tuviesen perfiles diferentes, y que sus brazos remarquen un eje central; dicho conjunto es conocido como Las tres sombras, el cual se halla en la parte superior de la La puerta del Infierno.
Judith Cladel sostiene que la sombra se deriva del primer estudio que realizó Rodin de Adán. Entre sus diferencias está el hecho de que la primera carece de mano derecha, la cual fue incorporada con posterioridad, ya al conjunto de las Tres sombras y a petición del propio Rodin, en 1904 por el escultor checo Josef Maratka.
Esta escultura también fue conocida como El esclavo (The Slave) y en una ocasión fue referida como El titán (The Titan).